# MISD
MISD-Архитектура (англ. Multiple Instruction stream, Single Data stream, Множественный поток  Команд,  Одиночный поток  Данных, МКОД) — тип архитектуры параллельных вычислений, где несколько функциональных модулей (два или более) выполняют различные операции над одними данными. Один из классов вычислительных систем в классификации Флинна.
Отказоустойчивые компьютеры, выполняющие одни и те же команды избыточно с целью обнаружения ошибок, как следует из определения, принадлежат к этому типу. К этому типу иногда относят конвейерную архитектуру, но не все с этим согласны, так как данные будут различаться после обработки на каждой стадии в конвейере. Некоторые относят систолический массив процессоров к архитектуре MISD.
Было создано немного ЭВМ с MISD-архитектурой, поскольку MIMD и SIMD чаще всего являются более подходящими для общих методик параллельных данных. Они обеспечивают лучшее масштабирование и использование вычислительных ресурсов, чем архитектура MISD.